# Devítiobloukový most (Demodara)
Devítiobloukový most (anglicky The Nine Arches Bridge) také nazývaný Most v oblacích je železniční viadukt na Srí Lance. Je jedním z nejlepších příkladů železničního stavitelství koloniální éry v zemi.

## Historie
Nachází se ve městě Demodara, mezi železničními stanicemi Ella a Demodara, která je od železniční stanice Colombo Fort vzdálena 277,1 km.
V okolí mostu se díky jeho architektonickému důmyslu a bohaté zeleni na okolních svazích neustále zvyšuje turistický ruch.
Stavba mostu je obecně připisována místnímu cejlonskému staviteli P. K. Appuhamimu po konzultaci s britskými inženýry. Hlavním projektantem a vedoucím projektu "cejlonské horské železniční dráhy" byl D. J. Wimalasurendra, významný cejlonský inženýr a vynálezce. Projektantem viaduktu byl Harold Cuthbert Marwood z oddělení železničních staveb Cejlonských státních drah. Výstavba byla zahájena v roce 1913 a do provozu byl uveden v roce 1921. Ve zprávě z roku 1923 nazvané Construction of a Concrete Railway Viaduct in Ceylon (Výstavba betonového železničního viaduktu na Cejlonu), kterou vydala Cejlonská inženýrská asociace, jsou uvedeny podrobnosti všech záznamů včetně plánů a výkresů.
Traduje, že když byly zahájeny stavební práce na mostě, začala první světová válka a ocel určená pro tuto stavbu byla zabavena a určena pro válečné účely. V důsledku toho se práce zastavily, což vedlo místní obyvatele k tomu, že most postavili z kamenných kvádrů, cihel a cementu, ale bez oceli.

## Data
Most je postaven v oblouku a s klesáním v poměru 1:44. Ze stanice Ella vlak vjíždí do tunelu a z něho na kamenný viadukt.
- Výška mostu: 24 m
- Rozpětí: 9,144 (30 ft)
- Půlkruhové oblouky o poloměru 4,57 m (15 ft)
- Délka mostu 91,44 m (300 ft)
- Šířka: 7,62 m (25 ft)[8]

Železniční viadukt se objevil i na známce Srí Lanky.

## Galerie

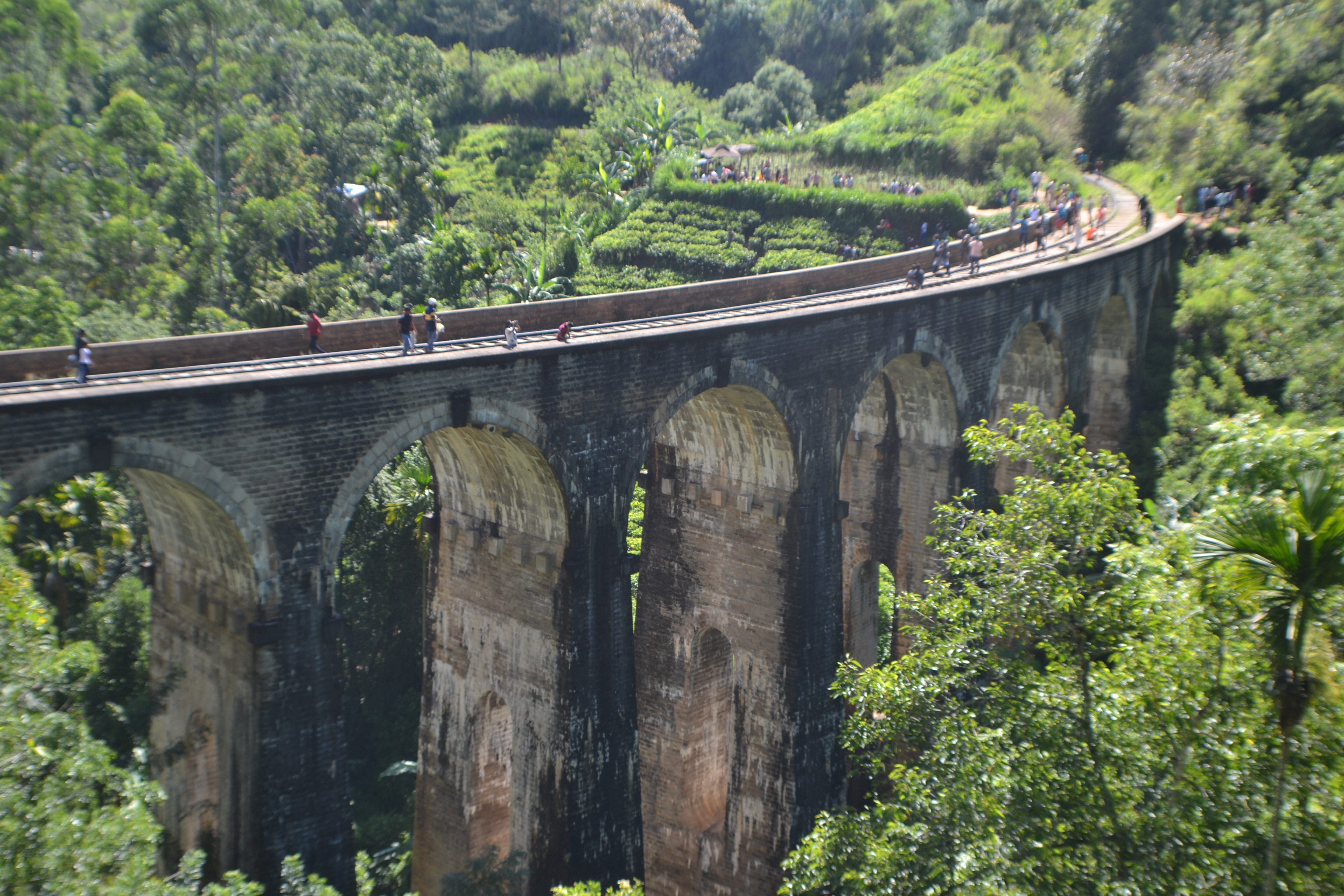
Most
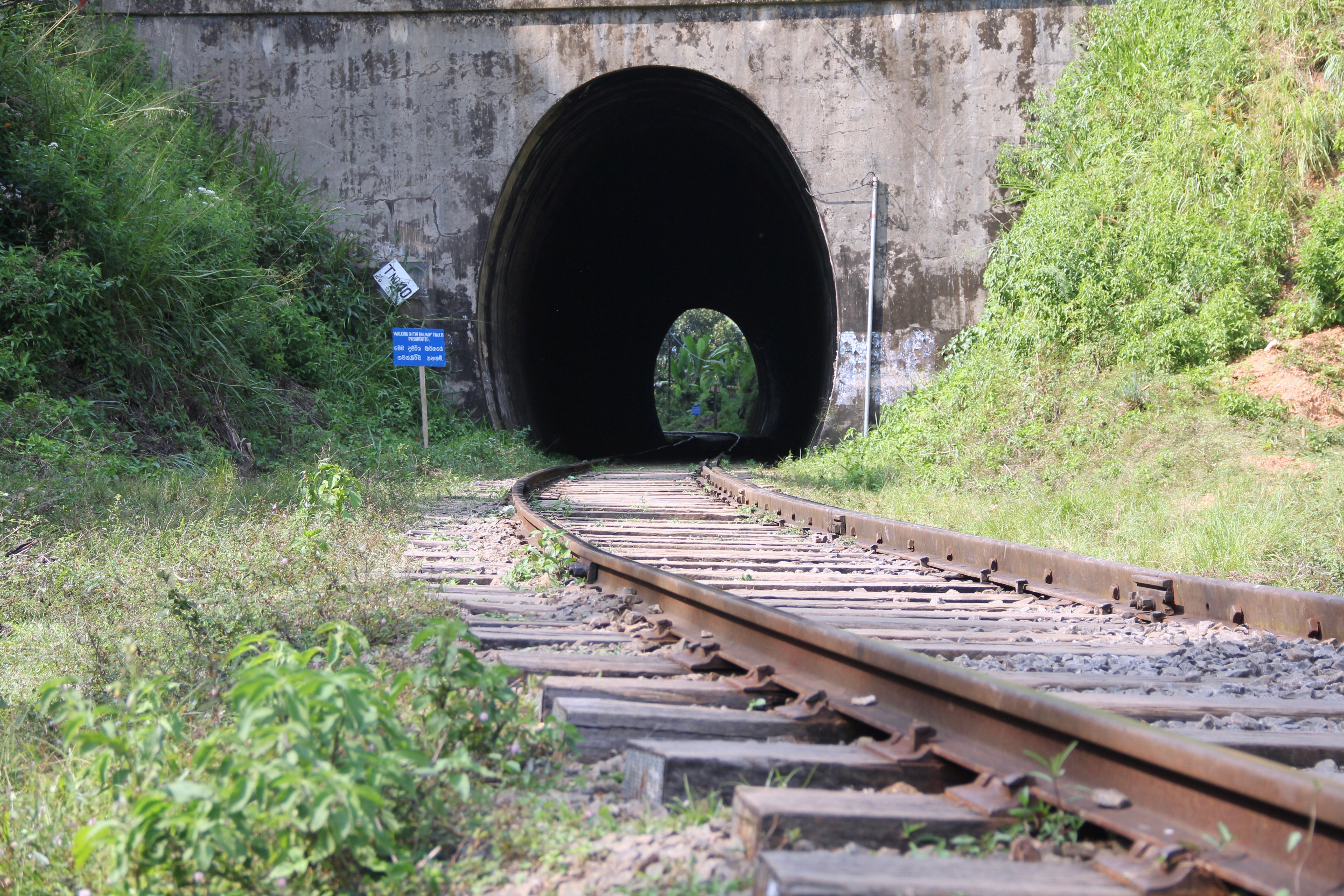
Tunel
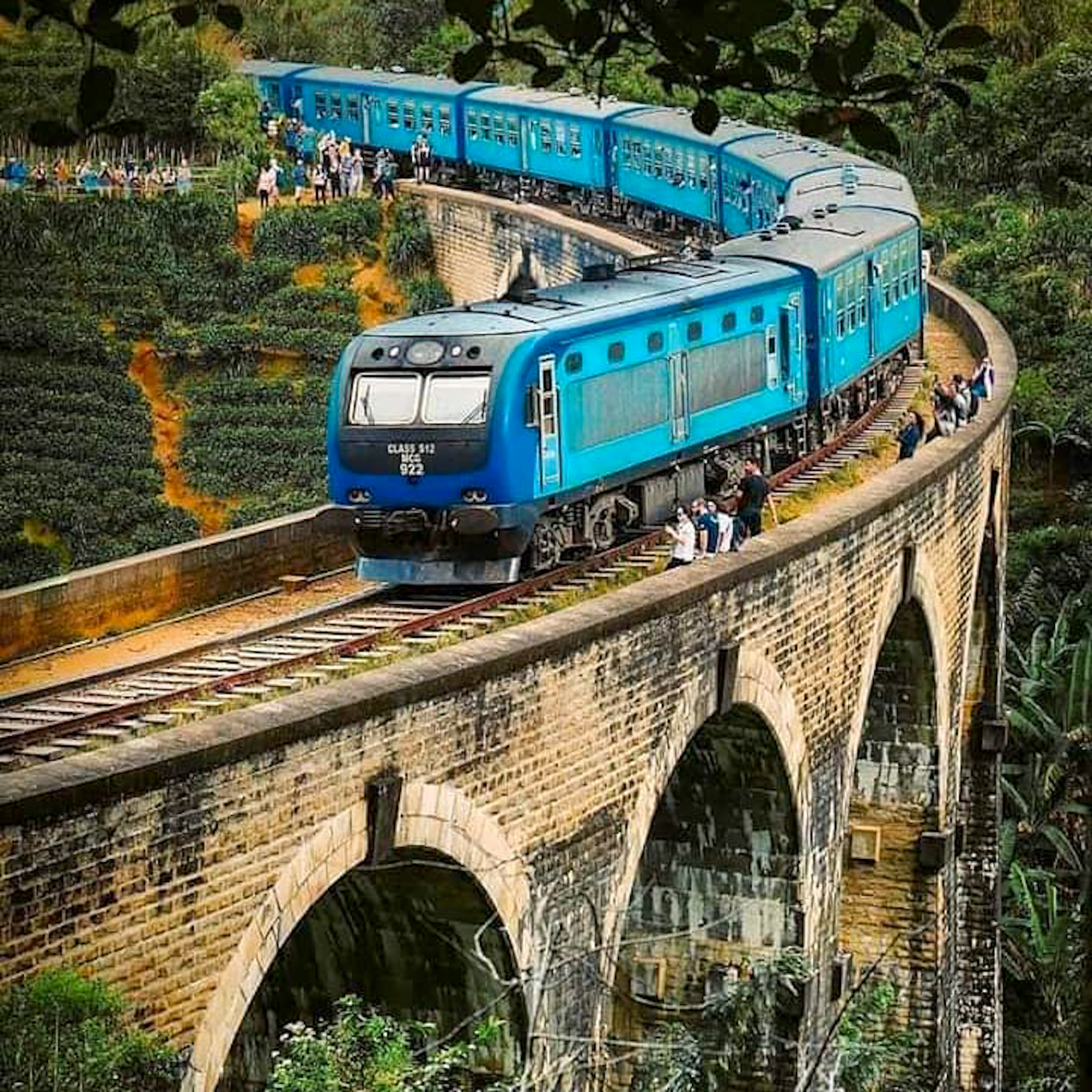
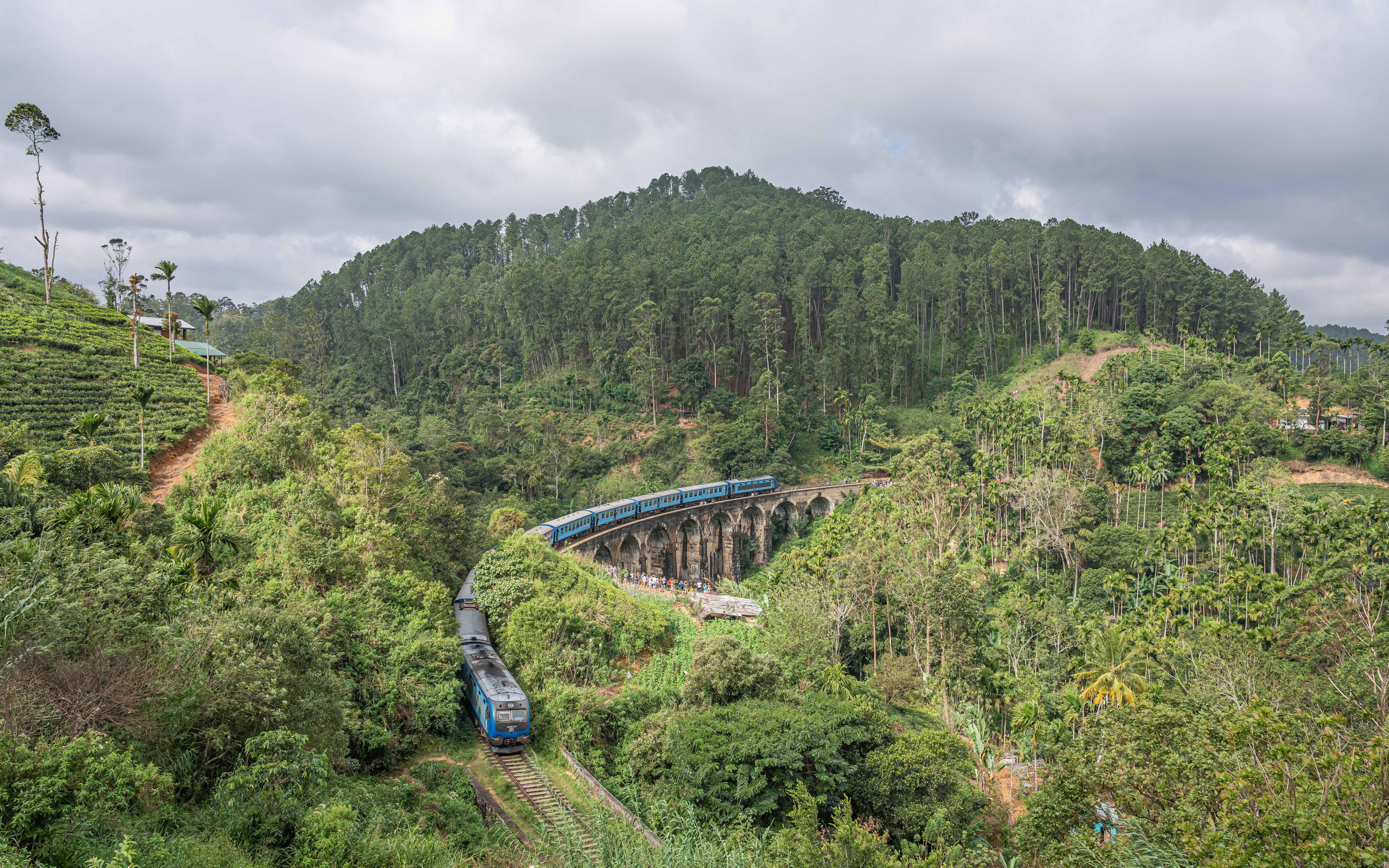